# Pseudonortonia arnoldi
Pseudonortonia arnoldi är en stekelart som beskrevs av Giordani Soika 1936. Pseudonortonia arnoldi ingår i släktet Pseudonortonia och familjen Eumenidae. Inga underarter finns listade i Catalogue of Life.